# Eliot Tokar
Eliot Tokar, né en 1958 dans le Bronx, est un écrivain et conférencier américain pratiquant la médecine tibétaine. Il vit et travaille à New York. 
Il est un des rares occidentaux à avoir étudié avec des médecins tibétains. De 1983 à 1986, il reçoit des enseignements de Yeshi Dhonden, ancien médecin personnel du 14e dalai lama du Tibet. Après 1986, Tokar étudie auprès du lama et médecin Trogawa Rinpoché, fondateur de l'Institut Chakpori de médecine tibétaine à Darjeeling en Inde.  Il se forme aussi auprès de nombreux autres médecins tibétains dont Shakya Dorje, Thubten Phuntsog et Kuzang Nyima. Il reçoit finalement des formations en médecine traditionnelle chinoise et japonaise.

## Domaines d'intérêt et conférences
Tokar donne des conférences sur la médecine traditionnelle asiatique dans des universités, des écoles et des institutions médicales aux États-Unis et dans d’autres pays. Ses publications paraissent dans des journaux américains et internationaux. Les écrits et les conférences de Tokar concernent la théorie et la pratique de la médecine tibétaine, de même que le rôle de la médecine asiatique traditionnelle dans le contexte de la mondialisation actuelle, y compris les sujets comme la biopiraterie et les problèmes de propriété intellectuelle. Alors que ses travaux sont favorables à la coopération entre la médecine asiatique traditionnelle et la biomédecine, Tokar critique certaines approches modernes de l'intégration médicale et de l'application de protocoles de recherche scientifique qui n'analysent pas les approches spécifiques utilisées dans la médecine asiatique traditionnelle.
Tokar est également un conseiller d'organismes dont l'American Medical Student Association, et le Bureau du Tibet, représentation diplomatique du dalaï-lama aux États-Unis.

## Publications
- (en) Tokar, Eliot 1998, Tibetan medicine: Ancient wisdom. modern healing, AyurVijnana. 5:1, 14-16
- (en) Tokar, Eliot, Vora, Ariana 1998, Between heaven and earth: An introduction to various philosophies and approaches to medical care, American Medical Students Association's National Project on Alternative and Complementary Medicine, 1(1): 1-2
- (en) Tokar, Eliot 1998, A Tibetan medical perspective on irritable bowel syndrome: building a means of discourse for integrative medicine, Alternative and Complementary Therapies, 4(5): 343-349
- (en) Tokar, Eliot, Vora, Ariana 1999, Seeing to the distant mountain: Diagnosis in Tibetan medicine, Alternative Therapies In Health And Medicine, 5(2): 50-58
- (en) Tokar, Eliot 2006, Transformation and balance: The principles of Tibetan medicine in the context of American healthcare, Unified Energetics; 1:2, 47-51
- (en) Tokar, Eliot 2006, Practicing an ancient tradition in the new world: A Tibetan medicine doctor's view, Unified Energetics; 1:2, 19-250
- (en) Tokar, Eliot. 2007, Preservation And Progress: Using Tibetan Medicine As A Model To Define A Progressive Role For Traditional Asian Medicine In Modern Healthcare, Asian Medicine: Tradition and Modernity, 2(2): 303-314.
- (en) Tokar, Eliot 2008, "An Ancient Medicine in a New World: A Tibetan Medicine Doctor’s Reflection from ‘Inside’." Tibetan Medicine in the Contemporary World: Global Politics of Medical Knowledge and Practice, Ed. Pordié, Laurent. London: Routledge. 229-248